# Georges Cattaui
Georges Cattaui (Paris, 14 septembre 1896 (66 rue François-Ier) - Gland, 11 juillet 1974) est un diplomate, écrivain français d'origine égyptienne.

## Biographie
Né à Paris le 14 septembre 1896, Félix Georges Cattaui (fils d'Adolphe Cattaui et de Rachel Francis) est un cousin (doublement issu de germains) de Jean de Menasce et appartient à l'aristocratie juive d'Alexandrie, où il passe ses premières années.
Il fait ensuite des études secondaires au lycée Carnot, puis des études de droit qui lui ouvrent la carrière diplomatique. Il fonde au Caire L'Atelier et organise le 3e anniversaire de la naissance de Molière, puis l'Université populaire, lieu privilégié de la culture française en Égypte. Secrétaire du roi Fouad Ier, il écrit des discours officiels. Entre les deux guerres mondiales, il suit des cours de théologie à l'Université de Fribourg et participe avec Jean de Menasce à La Revue juive dirigée par Albert Cohen.
Secrétaire de légation à Prague, Bucarest et Londres, il abandonne la diplomatie en 1936 et se consacre à l'écriture.
Pétri de culture française, Cattaui est royaliste légitimiste. En août 1944 à Villars-sur-Ollon, il rencontre le chef de la maison de Bourbon, Jacques, duc de Ségovie, et le supplie « d'assurer ses droits et titres d'aîné de la race capétienne, de chef de la Maison de France, de duc d'Anjou, de Bourbon, etc. ». Il rencontre aussi la duchesse de Ségovie, Emmanuelle de Dampierre, qui insistera auprès de son mari pour qu'il proclame ses droits et ceux de leurs fils,. Le 28 mars 1946 à Rome, Jacques de Bourbon se déclare chef de la Maison de France et prend le titre de duc d'Anjou ; il charge le duc de Bauffremont de le représenter en France et de faire connaître sa prise de position. Cattaui s'en tiendra là et laissera d'autres légitimistes, comme Dominique Clauzel et Édouard de Roquefeuil, conseiller le prétendant au trône de France. Michel Josseaume, un des principaux artisans du renouveau du légitimisme à partir de 1945, décrit Georges Cattaui comme « un assez remuant petit personnage, petit par la taille mais sincèrement pénétré du droit dynastique français dont il entretenait avec continuité l'esprit du [duc de Ségovie] ». M. Josseaume ajoute que la « passion légitimiste [de Cattaui] était vraiment totale (comme Henri Médine, aussi du Caire, plus tard) ».
Après 1945, Cattaui écrit de nombreuses chroniques dans le Journal de Genève. Gaulliste, il sera l'auteur de la première biographie du général de Gaulle, publié "le 15 août de l'an de guerre 1944", réimpr. en 1946 (Charles de Gaulle, l'homme et son destin, Aux Portes de France), rééd. en 1960 aux éditions A. Fayard).
Le 21 février 1955, il est fait officier de la Légion d'honneur en étant encore égyptien. Il est par la suite naturalisé français. Il meurt en 1974 à Gland (Vaud) en Suisse et est inhumé à Genève, au cimetière de Plainpalais.
De confession juive, il s'était converti au catholicisme en avril 1928.
Tout en menant une carrière de diplomate, il a publié plusieurs essais et biographies, notamment à propos de Marcel Proust.
- En 1969 l'Académie française lui décerne le Prix du rayonnement français[11].
- Il a obtenu le prix Marcel-Proust en 1973 pour son ouvrage Proust et ses métamorphoses.
- Son ouvrage Proust, documents iconographiques, publié en 1956, reste l'étude de référence sur l'iconographie de Marcel Proust.

## Publications
Ouvrages
- Charles de Gaulle, l'homme et son destin, Aux Portes de France, 1944, rééd. aux éd. Fayard, 1960
- La Terre visitée, Égloff, 1945
- Mohamed-Aly et l'Europe, par René et Georges Cattaui, Préface de F. Charles-Roux, Librairie orientaliste Paul Geuthner, Paris, 1950
- Marcel Proust, Proust et son Temps, Proust et le Temps, préface de Daniel-Rops, Julliard, 1953
- Proust, documents iconographiques, éditions Pierre Cailler, collection « Visages d'hommes célèbres », 1956, 248 pages illustrées de 175 photos relatives à Marcel Proust.
- T. S. Eliot, Éditions universitaires, 1958
  - Prix Bordin de l’Académie française
- Jules Hardouin-Mansart, 1960
- Proust perdu et retrouvé, Plon, 1963
- Constantin Cavafy, 1964
- Charles Péguy, témoin du temporel chrétien, Centurion, 1964
- Léon Bloy, Éditions universitaires, 1964
- Orphisme et prophétie chez les poètes français 1850-1950, Plon, 1965
  - Prix J.-J. Weiss 1966 de l’Académie française
- Proust, Éditions universitaires, 1971 ; Livre de Poche
- L'Art baroque et rococo, 1973
- Proust et ses métamorphoses, Nizet, 1973
- Actes du colloque de Cerisy consacré à Paul Claudel (1968), sous la direction de Georges Cattaui et de Jacques Madaule

Articles
- « Aux jeunes hommes d'Israël », La Revue juive, no 5, septembre 1925